# Ферра, Ишем
Ишем Ферра (фр. Ichem Ferrah; родился 23 сентября 2005, Туркуэн) — французский футболист, вингер клуба «Лилль».

## Клубная карьера
Воспитанник футбольной академии клуба «Лилль». В январе 2023 года подписал с клубом свой первый профессиональный контракт. 3 декабря 2023 года дебютировал в основном составе «Лилля» в матче французской Лиги 1 против «Меца».

## Личная жизнь
Игрок родился во Франции в семье выходцев из Алжира.